# Слоновка
Сло́новка (рос. Слоновка) — село у складі Шарлицького району Оренбурзької області, Росія.

## Населення
Населення — 292 особи (2010; 414 у 2002).
Національний склад (станом на 2002 рік):
- росіяни — 55 %
- українці — 41 %